# Хаяси Радзан
Хаяси Радзан (яп. 林羅山, 1583 — 7 марта 1657) — мыслитель, законодатель и поэт раннего периода Эдо. Был неоконфуцианцем, представителем школы чжусианства, основателем рода конфуцианских учёных Хаяси. Служил первым четырём сёгунам сёгуната Токугава, был автором официальной неоконфуцианской доктрины раздела страны на сословия и одним из идеологов конфуцианского государственного синто. Автор идеи «Трёх красивейших пейзажей Японии». Настоящее имя — Хаяси Нобукацу (яп. 信勝), монашеское имя — Досюн (яп. 道春).

## Биография

### Молодые годы
Радзан родился в 1583 году в Киото в семье Хаяси Нобутоки. Отец происходил из мелких самураев провинции Кага, но после утраты имения поселился в Киото, где занялся торговлей. Мать была родом из самурайского рода Танака.
В раннем детстве Радзана отдали в семью его дяди Хаяси Ёсикацу в качестве приёмного сына. Мальчик с детства проявлял большой интерес к учёбе и имел талант к наукам, но у него было слабое здоровье. В 1593 году, в возрасте 13 лет, Радзан прошёл церемонию совершеннолетия и поступил в столичный монастырь Кэннин-дзи, где под руководством учителя Кокана Дзикэя (яп. 古澗慈稽) изучал дзэн-буддизм, конфуцианство и китайскую поэзию. В 1597 году, в возрасте 15 лет, юноша отказался от пострижения и оставил обитель.
С 1600 года 18-летний Радзан читал лекции по конфуцианству на городских рынках столичного региона, но делал это нелегально, потому что не имел разрешения Императорского двора на такую деятельность. В это время он увлёкся «Сборником комментариев к Четырёхкнижию» (яп. 四书集注) китайского философа Чжу Си и стал самостоятельно изучать неоконфуцианство.

### Ученик Фудзивары

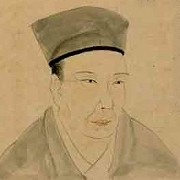
Фудзивара Сэйка

В 1604 году Радзан встретился с аристократом по имени Фудзивара Сэйка, одним из первых японских мыслителей-конфуцианцев и комментаторов. Фудзивара был недоволен буддийской философией и зачитывался работами Чжу Си. В своих работах он делал упор на роли личности в обществе, которое, в свою очередь, природным образом выстраивалось в конкретную иерархическую систему четырёх классов: мужей-правителей, крестьян, ремесленников и купцов. Фудзивара сделал Радзана своим учеником и в 1605 году привёл на аудиенцию к сёгуну Токугаве Иэясу в столичном замке Нидзё. Последний благосклонно отнёсся к молодому человеку и был поражён широтой его знаний.
В 1606 году Радзан принимал участие в публичном диспуте с монахом-иезуитом японского происхождения Фабианом. Тема дебатов касалась строения Вселенной. Радзан отрицал гелиоцентрическую теорию Коперника и тезис, что Земля круглая, доказывая верность геоцентрической теории и тезису о квадратности Земли. Из-за недостаточной осведомлённости Фабиан, который занимал одну из низших ступеней в «Обществе Иисуса», и поддержке Радзана чиновниками, которые присутствовали на диспуте, победу присудили конфуцианцу.
В конце того же года Радзан принимал участие в диспуте с поэтом Мацунагой Тэйтоку, представителем течения Фудзю-фусэ нитирэновского буддизма. На этих дебатах конфуцианец также одержал победу.

### Библиотекарь и лектор
В 1607 году Токугава Иэясу принял 25-летнего Радзана на службу управляющим своей библиотеки в замке Сумпу, но предварительно заставил его сделать унизительный, как для конфуцианца, монашеский постриг и принять буддийское имя Досюн. Ценя таланты этого библиотекаря, Иэясу поставил его лектором своего сына Токугавы Хидэтады, второго сёгуна сёгуната Токугава.
Радзана быстро заметили сёгунские советники — монахи Судэн и Тэнкай. Видя в нём конкурента, они тормозили его активность. Однако гражданские вассалы сёгуна помогали Радзану, и в 1610 году ему поручили дипломатическую переписку с китайской династией Мин. В 1614 году конфуцианец принял участие в инциденте с надписями колокола монастыря Хокодзи, повлекшем Осакскую кампанию Токугавы Иэясу против Тоётоми Хидэёри.
В 1616 году Иэясу умер, а его библиотека была расформирована. Радзан стал вассалом сёгуна Токугавы Хидэтады, но тот не дал ему официальных поручений. Конфуцианец длительное время пребывал в Киото, где в частном порядке читал лекции разным правителям. Наконец, в 1618 году, Радзану выделили землю под дом в городе Эдо, резиденции сёгунов, куда он перебрался в 38-летнем возрасте.

### Наставник и политик

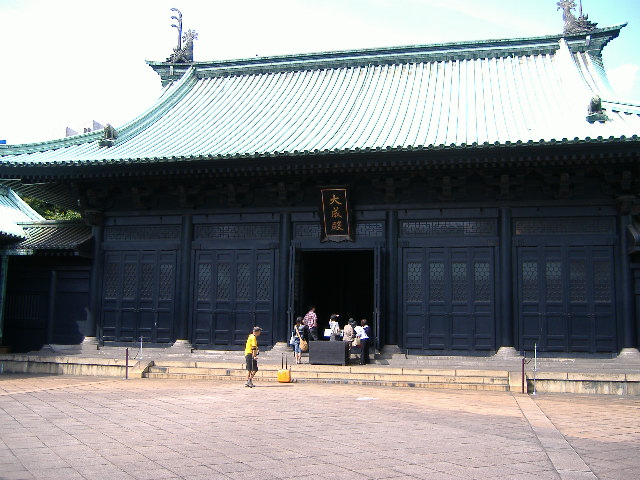
Собор Юсима — бывшая правительственная академия Сёхэйдзака и конфуцианский храм, возникшие на базе частной школы Радзана.

В 1624 году Радзана назначили учителем 3-го сёгуна Токугавы Иэмицу. С этого времени учёный стал влиять на государственные дела и превратился в одну из ключевых фигур японского политикума. В 1630 году 48-летний Радзан получил буддийский ранг «Наставника Закона» (яп. 法師), который был следующим в социальной иерархии сёгуната после статуса региональных правителей даймё. Сёгунат выделил для него большой земельный участок в местности Уэно Синобугаока площадью около 17 км² и 200 золотых для частной школы. Радзан построил эту школу в 1632 году при поддержке сёгунского брата Токугавы Ёсинао и назвал её Сэнсэйдэн (яп. 先聖殿). Она была не только учебным заведением, но и единственным конфуцианским храмом в Восточной Японии. В 1797 году эта школа была преобразована в правительственную академию Сёхэйдзака, одну из составляющих будущего Токийского университета.

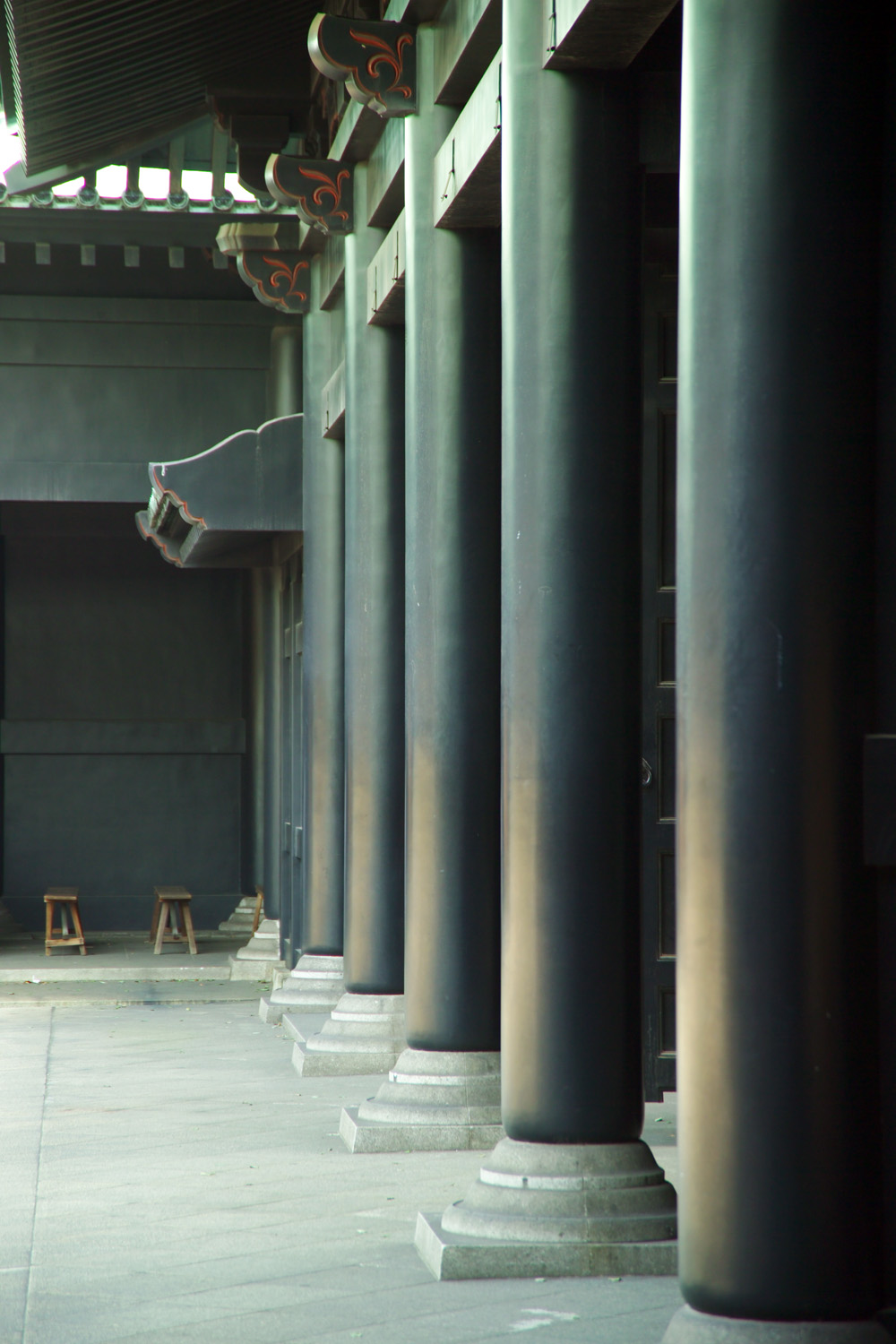
Колоннада собора Юсима.

Кроме частного преподавания конфуцианского канона Радзан активно занимался государственными делами, закладывая идеологические и институциональные основы сёгуната. В 1635 году он редактировал «Закон о военных домах» (яп. 武家諸法度), в которых закрепил положения о поочерёдных командировках региональных правителей в Эдо, что усилило контроль центральной власти над регионами, а в 1636 году принимал участие в упорядочивании церемоний паломничества к святилищу Исэ. С 1641 года учёный выпустил ряд генеалогических трудов: «Генеалогические записи домов года Канъэй» (яп. 寛永諸家系図伝), «Генеалогия японских богов и императоров» (яп. 本朝神代帝王系図), «Генеалогия дома камакурских сёгунов» (яп. 鎌倉将軍家譜), «Генеалогия дома киотских сёгунов» (яп. 京都将軍家譜), «Генеалогия Оды Нобунаги» (яп. 織田信長譜), «Генеалогия Тоётоми Хидэёси» (яп. 豊臣秀吉譜). В 1644 году Радзану было поручено составление и корректирование трудов по истории Японии.
Несмотря на невысокую оплату, которая составляла 917 коку риса в год, Радзан пользовался большим авторитетом при Императорском и сёгунском дворах. Он имел монашеский титул «Глаз Закона» (яп. 法眼, хогэн) и титул-должность «Глава Императорской академии» (яп. 大学頭, дайгаку но ками). По совету Радзана определили название следующего девиза императорского правления и имя будущего сёгуна Токугавы Иэцуны. Последнему учёный служил с 1651 года до своей смерти.
2 — 4 марта 1657 года во время Большого пожара года Мэйрэки в городе Эдо сгорел дом Радзана и доверенная ему сёгунская библиотека. Учёный спасся в своей усадьбе в Уэно, но не перенёс потерю книг и заболел. Через три дня он умер в возрасте 74 лет. Его потомки укрепили ведущие позиции рода Хаяси в системе власти.

## Взгляды
Ранний Радзан увлекался неоконфуцианством, но находился под сильным влиянием даосизма, в частности монистского учения о рациональности (яп. 理, ри) как основного принципа для объяснения бытия. На рубеже 1620-х годов учёный перешёл на позиции чжусианского дуализма, согласно которому все вещи состоят из «энергии» (яп. 気, ки) и «рациональности», причём последняя контролирует первую. Согласно представлениям Радзана, универсальная «рациональность» в мире людей выступает как мораль и порядок. В обществе проявлением порядка была общественная иерархия, разделение на сословия и классы, соблюдение которой обеспечивал сёгунат. Среди религий присутствие «рациональности» учёный признавал только в конфуцианстве и синтоизме. Он выступал за синкретизм этих учений и отрицал буддизм и христианство.
Радзан интересовался не только чжусианством. Он адаптировал на японский язык китайскую конфуцианскую классику «Пятикнижие», работы по военному искусству, работы «Лао-цзы», «Чжуан-цзы», комментировал произведения японской литературы, переводил китайские народные рассказы. Главными работами Радзана являются «Записи о сборнике комментариев к Четырёхкнижию» (яп. 四書集註抄), «Просторечное объяснение значений знаков „натура“ и „рациональность“» (яп. 性理字義諺解), «Записи конфуцианских идей» (яп. 儒門思問録) и «Популярное объяснение эклектики таинств синто» (яп. 神道秘伝折中俗解).